# Tetiana Wytiahłowska
Tetiana Wytiahłowska (ur. 22 maja 1964 w Buczaczu) – ukraińska malarka, która tworzy w technice włókiennictwa. Członek Związku Artystów Ukrainy (1995). Zasłużony Malarz Ukrainy (2018). Żona malarza Mykhajła Wytiahłowskiego.

## Życiorys
Urodziła się 22 maja 1964 w mieście Buczacz w obwodzie tarnopolskim na Ukrainie.
Uczyła się w szkole średniej Nr 2 w Buczaczu, kontynuowała naukę w szkole średniej Nr 7 w Czortkowie. Ukończyła Szkołę sztuki w Buczaczu. W 1978 rozpoczęła naukę w Wyżnickej Szkole Zawodowej Sztuki Użytkowej i Dekoratywnej (teraz Wyżnicki college sztuki użytkowej im. Wasyla Szkriblaka) na oddziale włókiennictwa artystycznego. Po zakończeniu szkoły od lutego do lipca 1978 pracowała jako mistrz twórczy na fabryce wyrobów artystycznych im. 17 września w Kołomyi w obwodzie iwano-frankiwskim.
Od 1984 do 1989 studiowała na oddziale tekstylu artystycznego Lwowskiego Państwowego Instytutu Sztuki Użytkowej i Dekoratywnej (teraz – Lwowska Narodowa Akademia Sztuki).
W 1988 poślubiła Mychajła Wytiahłowskiego. Od 1989 mieszka z rodziną w miasteczku Zawodśke w rejonie czortkowskim obwodu tarnopolskiego.
Od 1 marca 1992 pracowała jako naczelnik zajęć z technicznej twórczości dla podrostków we wsi Kolędziany. Od 1995 – wykładowcą w szkole sztuki w Zawodśkem.

## Twórczość
Uczestniczyła w ukraińskich i międzynarodowych wystawach.
Personalne wystawy:
- Tarnopol (1995, 2000)[1]
- Kijów (1995)
- Sławutycz (1996)
- Hamburg (1995 lub 1996)[1]
- Nowy Jork (1998)
- Lwów (2004)[1][2]
- Zbaraż (2005)[1]
- Tarnopol (2016)[3][4][5]
- Chicago (2017)[6].

Brała udział w „dniach kultury Ukrainy w Niemczech” (Monachium, 1999).

## Nagrody
- Druga nagroda (pierwsza nie została przyznana nikomu) na regionalnej wystawie-konkursie, poświęconej 400 roku od Unii brzeskiej (Tarnopol, 1995)[2].
- I nagroda Międzynarodowej wystawy malarskiej Lwowski Salon Jesienny “Wysoki Zamek – 2002” (Lwów).
- Dyplom w nominacji “Za wyrazistość języka włókiennictwa” na I Ogólnoukraińskim triennale włókiennictwa (Kijów, 2004).
- Dyplom odznaka czasopisma „Świat dziecka” na Międzynarodowej wystawie Lwowski Salon Jesienny „Wysoki Zamek – 2006” (Lwów)[2].
- Poczesne gramoty Ministra kultury i sztuk Ukrainy 2008, 2009, 2010, 2011, 2012, 2016, 2019 za istotny osobisty wkład w tworzenie wartości duchowych i wysokie fachowe mistrzostwo[2].
- Regionalna malarska premia w nominacji „Sztuka im. Mychajła Bojczuka” za art-projekt „Wady cywilizacji”, „Święto nieba i ziemi” (2015, we współautorstwie)[7].
- Zasłużony Malarz Ukrainy (2018)[8].